# Gang★
『Gang★』（ギャング）は、福山雅治17枚目のシングル。2001年3月28日に発売された。発売元はユニバーサルミュージック、販売元はビクターエンタテインメント。

## 解説
15thシングル「桜坂」以来の水曜日の発売となった。
前作「HEY!」からおよそ5ヶ月半で発売された。8thアルバム『f』からの先行シングル。
WOWOW スプリングキャンペーンソングに起用された。福山もCMに出演し、香港の人気女優ケリー・チャンと共演した。
初回盤はカラーPケース（ブラック）仕様になっていた。

## 収録曲
1. Gang★
（作詞・作曲：福山雅治 / 編曲：富田素弘）
WOWOW スプリングキャンペーンソング
「Peach!!」、「HEAVEN」、「Gang★」からなる“依存症3部作”。
製作期間はおよそ1年2ヶ月であったが、メロディーは30分ほどで作られた。ロサンゼルスで「桜坂」などを制作しているときに、気分転換で生まれた曲であるという。
“ハード・コア”、“サディスティック”などエロティックな言葉が曲中にちりばめられている。また、サビの歌詞にある“愛をちょうだい”の部分は、中学で吹奏楽部に所属している頃の顧問の先生が、指揮をとっているときに、盛り上がってくると手を伸ばして「もっとちょうだ～い」と言っていたことを思い出して書かれたという。
Music Clip（映像 - YouTube）には加藤晴彦と吉岡美穂が出演しており、ベスト・アルバム『THE BEST BANG!!』初回限定盤付属のDVDに収録されている。
2009年3月23日のWBC準決勝日本 - アメリカ戦では、日本側ベンチのBGMとして使用されていた。
オードリーの春日俊彰がカラオケの十八番としてこの曲を挙げており、2011年4月に放送されたニッポン放送『ラジオ・チャリティー・ミュージックソン スペシャル「I'm with U キミと、24時間ラジオ」』にゲスト出演した際に、福山本人の前で熱唱した。
使用ギターはギブソン・ハミングバード。
2. Sweet Darling
（作詞・作曲：福山雅治 / 編曲：重実徹）
1999年に福山が主演したフジテレビ系月9ドラマ『パーフェクトラブ!』のサウンドトラック『FUKUYAMA MASAHARU Presents CX mon-9 drama "Perfect Love!" original song book Rendezvous 1』の中でgemに提供した楽曲のセルフカバー。およそ1週間で制作された。
使用ギターはマーティン・D-45。
3. Gang★ （オリジナルカラオケ）
4. Sweet Darling （オリジナルカラオケ）

## ミュージシャン
| Gang★ - Keyboards:MOTOHIRO TOMITA - Programming:NOBUO MORIYASU - Drums:TOSHIYA MATSUNAGA - Bass:NASAYUKI SUZUKI - Basic & Solo Guitar:KEITH WYATT - Additional Guitar:HIROKAZU OGURA - Acoustic Guitar:MASAHARU FUKUYAMA - Trumpet:TOSHIO ARAKI - Trombone:YOICHI MURATA - Alto Sax:KIMIHIKO SATO - Tenner Sax:TAKUO YAMAMOTO - Backing Vocals:MAI YAMANE / MASAHARU FUKUYAMA | Sweet Darling - Programming & Keyboards:TORU SHIGEMI - Guitars:HIROKAZU OGURA - Bass:TAKESHI TANEDA - Backing Vocal:YASUHIRO MITANI |

## 収録アルバム
Gang★
- f
- THE BEST BANG!!
- 福の音